# Fabián Roncero
Fabián Roncero Domínguez (Madrid, 19 oktober 1970) is een voormalige Spaanse langeafstandsloper. Hij was in 1998 en 1999 de sterkste marathonloper van Spanje. Hij had van 2001 t/m 2015 het Europese record van 59.52 op de halve marathon in handen. Deze tijd liep hij op de halve marathon van Berlijn, waarmee hij de wedstrijd won.

## Loopbaan
In 1996 won Roncero de marathon van Capri in 2:09.43. In 1997 werd hij zesde op de marathon tijdens de wereldkampioenschappen in Athene in een tijd van 2:16.53. In 1998 won hij de marathon van Rotterdam. Het volgende jaar deed hij opnieuw mee. Hij liep een persoonlijk record van 2:07.23, maar dat was niet genoeg om weer te winnen. De Keniaan Japhet Kosgei won in 2:07.09.

## Titels
- Spaans kampioen halve marathon - 1995
- Spaans kampioen veldlopen - 1999, 2001, 2003

## Persoonlijke records
Baan
| Onderdeel | Prestatie     | Datum            | Plaats        |
| --------- | ------------- | ---------------- | ------------- |
| 2000 m    | 5.12,32       | 27 juni 2001     | Rivas         |
| 3000 m    | 7.41,48       | 25 juli 2000     | Barcelona     |
| 5000 m    | 13.22,46      | 18 augustus 2001 | San Sebastian |
| 10.000 m  | 27.14,44 (NR) | 4 april 1998     | Lisboa        |

Weg
| Onderdeel      | Prestatie         | Datum            | Plaats    |
| -------------- | ----------------- | ---------------- | --------- |
| 10 km          | 28.41             | 31 december 2002 | Madrid    |
| 15 km          | 42.51 (NR)        | 1 april 2001     | Berlijn   |
| 20 km          | 56.51 (NR)        | 1 april 2001     | Berlijn   |
| halve marathon | 59.52 (ex-ER; NR) | 1 april 2001     | Berlijn   |
| 30 km          | 1:29.28 (NR)      | 19 april 1998    | Rotterdam |
| marathon       | 2:07.23           | 18 april 1999    | Rotterdam |

## Palmares

### 10.000 m
- 1998:  Europese beker - 27.14,44
- 2001: 5e WK - 27.56,07

### 15 km
- 1998: 5e Zevenheuvelenloop - 44.26

### halve marathon
- 1995: 22e WK in Montbéliard/Belfort - 1:03.21
- 2001:  halve marathon van Berlijn - 59.52 (ER)

### marathon
- 1995: 15e marathon van Londen - 2:14.36
- 1996:  marathon van Capri - 2:09.43
- 1997: 6e WK - 2:16.53
- 1998:  marathon van Rotterdam - 2:07.26
- 1999:  marathon van Rotterdam - 2:07.23
- 1999: DNF WK
- 2001: 7e marathon van Rotterdam - 2:10.08
- 2007:  marathon van Vitória - 2:1837

### veldlopen
- 1997: 10e WK veldlopen (lange afstand) - 34.50
- 1998:  EK landenklassement
- 1999: 30e WK veldlopen (lange afstand) - 41.37
- 2001: 106e WK veldlopen (lange afstand) - 44.53
- 2002:  EK veldlopen - 29.03 ( in het landenklassement)
- 2003: 6e EK veldlopen - 31.23 ( in het landenklassement)
- 2003: 22e WK veldlopen (lange afstand) - 37.59